# Joanna Pawlik
Joanna Pawlik (ur. 30 września 1974 w Krakowie) – polska artystka sztuk wizualnych, performerka, kuratorka, edukatorka oraz arteterapeutka.

## Życiorys
Jest córką Mariana Pawlika. W latach 1994–1999 odbyła studia na Wydziale Malarstwa Akademii Sztuk Pięknych w Krakowie. Dyplom uzyskała w pracowni prof. Leszka Misiaka.
W 2018 r. obroniła doktorat na Wydziale Sztuki Uniwersytetu Pedagogicznego imienia Komisji Edukacji Narodowej w Krakowie.

## Twórczość
Twórczość Joanny Pawlik oscyluje pomiędzy zagadnieniami społecznych mechanizmów wykluczenia a osobistymi przestrzeniami odczuwania. W pracach o dużym potencjale krytycznym min. video Balans czy Schody bada granice własnego ciała, rozpracowuje pojęcie „normy społecznej”. Zajmuje się edukacją poprzez sztukę. W swoich pracach porusza tematy tabu zawiązane z niepełnosprawnością – swoją oraz innych.
Współpracuje z instytucjami zajmującymi się sztuką współczesną w Polsce, min.: Muzeum Sztuki Nowoczesnej w Warszawie, Muzeum Sztuki Współczesnej w Krakowie MOCAK, Muzeum Sztuki Współczesnej we Wrocławiu, Galerią Bunkier Sztuki w Krakowie.
W 2018 roku filmy Joanny Pawlik pt. Tren oraz Piosenka znalazły się w kolekcji Muzeum Współczesnego we Wrocławiu, natomiast film pt. Schody znalazł się w Kolekcji Regionalnej Zachęty Sztuki Współczesnej w Szczecinie. Prócz tego jej prace znajdują się w kolekcjach prywatnych i publicznych, m.in. w kolekcji Muzeum Sztuki Współczesnej w Krakowie (MOCAK), kolekcji Galerii Sztuki Współczesnej Bunkier Sztuki w Krakowie.
Joanna Pawlik zajmuje się kuratorowaniem wystaw oraz projektów z artystami z kręgu Outisder Art, np. wystawa Schron Bojowy Joanna Pawlik feat: Kamil Kurzawa, Daniel Stachowski w Muzeum Współczesnym we Wrocławiu w 2017 r., koncerty pt. Nie wasz się pisać oraz Podnoszę lampę w stronę złotych drzwi w Muzeum Sztuki Nowoczesnej w Warszawie w kwietniu 2016 r., wystawy: Myślę, że jesteś dziwny i bardzo Cię lubię w Małopolskim Ogrodzie Sztuki w Krakowie, Czy to jest nierealny taki plan? (Galeria Supermarket Sztuki/Galeria Wizytująca, Warszawa 2016 r.) oraz Czy to jest taki nierealny plan? – odsłona druga w Galerii Bielskiej BWA, Bielsko Biała, 2017 r.

## Wybrane dzieła
- Bez tytułu (Miecz), 2008, olej na płótnie, 60 × 60 cm, Muzeum Sztuki Współczesnej w Krakowie (MOCAK)
- Bez tytułu (Anka), 2012, olej na płótnie, 50 × 70 cm, Muzeum Sztuki Współczesnej w Krakowie (MOCAK)
- Nie wasz się pisać, 2016, performans/koncert, 48 min, Muzeum Sztuki Nowoczesnej w Warszawie
- Podnoszę lampę w stronę złotych drzwi, 2016, koncert, 50 min, Muzeum Sztuki Nowoczesnej w Warszawie

## Wybrane wystawy indywidualne
- 2018 - Performerzy życia , outsiderzy sztuki, Shefter Gallery, Kraków
- 2017 - Schron Bojowy JOANNA PAWLIK feat: Kamil Kurzawa, Daniel Stachowski, Muzeum Współczesne, Wrocław
- 2017- Czy to jest taki nierealny plan? – odsłona druga, Galeria Bielska BWA, Bielsko Biała
- 2016 - Precyzja, Galeria Wydziału Sztuki Uniwersytetu, Kraków
- 2016 - Czy to jest taki nierealny plan?, Galeria Wizytująca/Galeria Supermarket Sztuki, Warszawa
- 2015 - Myślę, że jesteś dziwny i bardzo Cię lubię, Małopolski Ogród Sztuki, Kraków
- 2014 - Bliżejschowajtwarz, Nowe Miejsce, Warszawa
- 2011 - Ekonomia utraty, Galleri 69 Oslo, Norwegia
- 2010 - Balans, Bunkier Sztuki, Kraków
- 2009 - Teraz serca mam dwa, Delikatesy, Kraków
- 2009 - Spacer, Czarna Galeria, Warszawa
- 2007 - Wszystko cieknie (z Bartkiem Materką), Czarna Galeria, Warszawa
- 2006 - Bez śladu, Otwarta Pracownia, Kraków
- 2004 - Względnie przestronne, Galeria Nova, Kraków
- 2000 - Outdoors, Galleri Tamara, Oslo, Norwegia

## Wybrane wystawy grupowe
- 2018 - Czujesz to ? Galeria Sztuki Współczesnej Bunkier Sztuki w Krakowie
- 2018 - Zmierzchnica, Cellar Gallery, Kraków
- 2018 - Decydentki, Dom Norymberski, Kraków
- 2017 - Artyści z Krakowa. Generacja 1970-1979, Muzeum Sztuki Współczesnej MOCAK w Krakowie[7]
- 2017- Leszek Misiak i uczniowie, Galeria NCK/Galeria ASP, Kraków
- 2017- Dziedzictwo, wystawa w ramach festiwalu Pomada, PKIN w Warszawie
- 2017 - Kolekcja MOCAK-u, Muzeum Sztuki Współczesnej MOCAK, Kraków
- 2017- Jestem tu aby pomagać tym, którzy cierpią podobnie, Księgarnia/Wystawa, Kraków
- 2017 - Zmyła, Cafe Żarówka, (w ramach Sztuki w mieście), Kraków
- 2017- Polentum, Dom Norymberski, (w ramach Sztuki w mieście), Kraków
- 2017 - A, Galeria Widna, w ramach Kierunki napięć Krakers, Kraków
- 2017 - Kunswerk Leben, Center of Persecuted Arts, Solingen, Niemcy
- 2017 - I Wolud Prefare Not To/ Ale się nie upieram, Thrialida Cultural Center, Ateny, Grecja
- 2016 - II edycja Spotkań artystycznych W Szczerym Polu, Kryspinów
- 2016 - Inny, Cellar Gallery, Kraków
- 2016 - Medycyna w Sztuce, Muzeum Sztuki Współczesnej MOCAK, Kraków